# Comuna Kose
Kose (în germană Kosch) este o comună (vald) din Comitatul Harju, Estonia.
Comuna cuprinde un număr de 25 de localități (3 târgușoare și 22 de sate). Reședința comunei este târgușorul (alevik) Kose (Kose). Localitatea a fost locuită de germanii baltici.

## Localități

### Târgușoare
- Kose (Kosch)
- Ravila (Meks sau Mecks)
- Kose-Uuemõisa (Neunhof)

### Sate
- Ahisilla
- Kanavere
- Karla
- Kata
- Kolu
- Krei
- Kuivajõe
- Liiva
- Nõmbra
- Nõrava
- Oru
- Palvere
- Raveliku
- Saula
- Sõmeru
- Tade
- Tammiku
- Tuhala (Toal sau Toall)
- Vardja
- Vilama
- Viskla
- Võle